# La setta delle tenebre
La setta delle tenebre (Rise: Blood Hunter) è un film del 2007 scritto e diretto da Sebastian Gutierrez, con protagonista Lucy Liu.

## Trama
(Slogan del film)
Sadie Blake è una brillante giornalista che da tempo sta indagando su una misteriosa setta segreta di Los Angeles, che si rivelerà essere gestita da un gruppo di vampiri (o qualcosa di molto simile: bevono sangue, non si specchiano, muoiono solo con dei paletti), ma la sua curiosità la porterà alla morte. La donna, risvegliatasi nella sala di un obitorio e trasformata a sua volta in uno di questi vampiri, con la collaborazione di una guida della stessa specie e di un poliziotto, cercherà di vendicarsi delle persone responsabili della sua trasformazione in un essere disumano e famelico di sangue.
Sadie uccide uno per uno i membri della "famiglia" di Bishop, il responsabile della sua morte fino ad arrivare al capo della setta in persona. Il Detective Clyde scopre che in qualche modo Sadie è coinvolta con la setta e di conseguenza con la morte della figlia. Sadie gli rivela la verità di quanto è successo ma solo dopo alcune peripezie Clyde crede a quanto detto. I due entrano nel nascondiglio di Bishop ma trovano qualcosa di inaspettato: La figlia di Clyde, Tricia è ancora viva. La ragazza all'inizio si mostra come una prigioniera della setta, ma poi si scoprirà essere un vampiro e un membro stesso. Tricia muore, Sadie viene imprigionata e ferita ma viene tratta in salvo da Clyde. I due amici si scontrano con Bishop e riescono ad ucciderlo. La donna a questo punto chiede al detective di darle la morte. Da quando è diventata una vampira ha conosciuto il lato oscuro di se stessa e ha ucciso per sfamarsi. Dopo alcuni ripensamenti Clyde la uccide.
I poliziotti sbaragliano quindi il nascondiglio della setta, trovando Sadie morta. Successivamente viene portata in un obitorio, dove si risveglierà.

## Produzione

### Cameo
Nel ruolo di un semplice barman appare il cantante Marilyn Manson, inoltre in ruoli minori appaiono gli attori Simon Rex e Samaire Armstrong e il cantante Nick Lachey.